# سرجیو کومبا
سرجیو کومبا (انگلیسی: Sérgio Comba؛ زادهٔ ۱۵ اکتبر ۱۹۷۸) بازیکن فوتبال اهل آرژانتین است.
از باشگاه‌هایی که در آن بازی کرده‌است می‌توان به باشگاه فوتبال پیستویزه، باشگاه فوتبال اتلتیکو هوراکان، و باشگاه فوتبال نانت اشاره کرد.